# Jim Wallace
Pour les articles homonymes, voir Wallace.
James Robert Wallace (né le 25 août 1954) est un homme politique britannique et ancien chef des libéraux démocrates à la Chambre des lords. Il est auparavant chef des libéraux démocrates écossais, député des Orcades et Shetland, membre du Parlement écossais (MSP) des Orcades, premier vice-Premier ministre d'Écosse dans l'exécutif écossais et avocat général pour l'Écosse. Il est le modérateur désigné de l'Église d'Écosse pour 2021.

## Jeunesse
Lord Wallace est né à Annan dans le Dumfriesshire, en Écosse, et y grandit. Depuis sa jeunesse, il s'intéresse à la politique et recueille des autographes de politiciens visitant la région : il en possède toujours un de Tam Dalyell, avec qui il sert plus tard à la Chambre des communes.
Wallace fait ses études à Annan Academy, une école secondaire publique de sa ville natale d'Annan. Après l'école, il est accepté par le Downing College de Cambridge, où il obtient un diplôme conjoint en économie et en droit, et aurait également été membre de la société des Trois Rois. De là, il revient en Écosse pour étudier le droit à l'université d'Édimbourg, où il obtient son diplôme en 1977. Basé à Édimbourg, il exerce en tant qu'avocat au barreau écossais, principalement dans des affaires de droit civil.

## Membre du Parlement (Royaume-Uni)
Wallace s'est joint au Parti libéral de l'époque au début des années 1970, mais n'y est devenu très actif qu'après avoir obtenu son deuxième diplôme. Sa première candidature parlementaire a lieu dans la circonscription de Dumfriesshire en 1979, où il perd. Il se présente également, sans succès, en tant que candidat libéral dans la circonscription du Sud de l'Écosse aux élections du Parlement européen de cette année-là.
Quatre ans plus tard, il gagne l'investiture libérale pour le siège des Orcades et Shetland, le siège étant laissé vacant par l'ancien chef du parti Jo Grimond, et remporte l'élection au Parlement. À l'époque, il est extrêmement rare que des candidats libéraux remportent avec succès des élections pour succéder à d'anciens députés libéraux, même si beaucoup l'ont fait depuis. Il reste député pendant 18 ans, occupant un certain nombre de postes de premier plan pour le Parti libéral (et, à partir de 1988, les libéraux démocrates), dont porte-parole de l'emploi et whip en chef.
En 1992, il est élu sans opposition chef des libéraux démocrates écossais, succédant à Malcolm Bruce. La politique écossaise à cette époque est dominée par la question de la réforme constitutionnelle. Il y a peu d'occasions de débattre ou de contrôler efficacement la législation touchant le droit écossais à Westminster et, en particulier après les élections de 1987, avec seulement dix députés conservateurs en Écosse mais avec une large majorité à la Chambre des communes, on a fait valoir qu'il y avait un déficit démocratique en Écosse.
Les libéraux démocrates écossais sont attachés à un principe général de fédéralisme dans tout le Royaume-Uni, le Parti travailliste écossais préconisant la décentralisation législative pour l'Écosse et le pays de Galles, comme cela a été tenté sans succès à la fin des années 1970, le Parti national écossais cherchant l'indépendance. Cependant, le gouvernement conservateur ne souhaite pas un tel changement et les secrétaires écossais, tels que Ian Lang et Michael Forsyth, préconisent des réformes parlementaires internes à Westminster, telles que la tenue de débats supplémentaires au sein du Grand Comité écossais, qui comprend alors les 72 députés des circonscriptions écossaises.
Compte tenu de la similitude de leurs options, les libéraux démocrates écossais coopèrent avec le Parti travailliste écossais dans le cadre de la Convention constitutionnelle écossaise pour produire un plan pour un parlement décentralisé au Royaume-Uni. Wallace s'y engage et les propositions finales de la Convention sont publiées le jour de la Saint-André 1995. Un élément clé de ce plan est la décision que ce nouveau parlement serait élu par un système de représentation proportionnelle (RP).
Il s'agit d'une revendication politique libérale-démocrate (et libérale) de longue date qui garantirait une répartition plus équitable des sièges et qui refuserait presque certainement à tout parti une majorité absolue. Le Parti travailliste est initialement fermement opposé à cette politique, et c'est une marque de succès pour Wallace et les libéraux démocrates que cela ait été accepté. Les deux parties conviennent de travailler pour adopter les propositions, en particulier après les prochaines élections.
Lorsque les conservateurs perdent les élections de 1997, le gouvernement travailliste convertit les propositions de la Convention constitutionnelle en un livre blanc et un référendum du peuple écossais a lieu le 11 septembre 1997. Wallace est une figure clé de cette campagne, plaidant fermement pour la proposition (aux côtés des chefs travaillistes et du Parti national écossais), bien que la campagne lors du référendum ait été suspendue pendant plusieurs jours après la mort de la princesse Diana.
Malgré l'opposition des conservateurs, le plan est approuvé par près de 75 % des votants, et près de 64 % ont également voté séparément pour que le Parlement ait le pouvoir de faire varier le taux de base de l'impôt sur le revenu. Le projet de loi de l'Écosse est ensuite piloté avec succès par Westminster et est devenu la loi fondatrice du nouveau Parlement.
Il dirige les libéraux démocrates écossais lors de la première élection du nouveau Parlement écossais en 1999, remportant lui-même la circonscription des Orcades avec 67 % des suffrages exprimés. Cela signifie qu'il est membre des parlements écossais et de Westminster pendant un certain temps avec un double mandat, bien que, comme d'autres députés élus à Holyrood (tels que John Swinney, John Home Robertson et Donald Gorrie), il ne se représente pas à Westminster en 2001.

## Membre du Parlement écossais

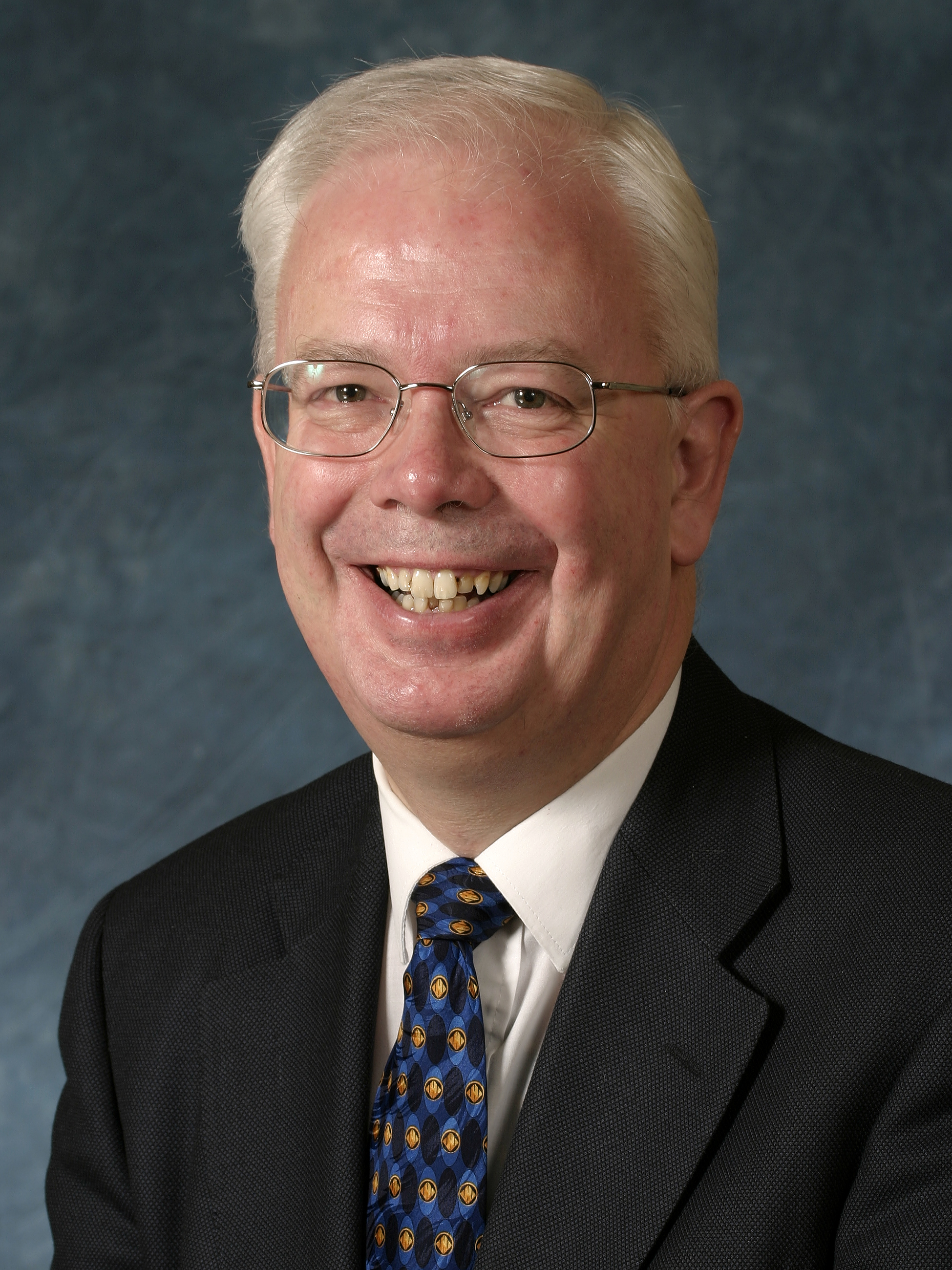
Portrait officiel de Jim Wallace en 2003 en tant que vice-Premier ministre d'Écosse.

Comme prévu, le système d'élection proportionnelle pour le nouveau Parlement écossais ne permet pas aux travaillistes d'obtenir seuls une majorité absolue lors des premières élections. Leur chef, Donald Dewar, choisit de former un gouvernement de coalition avec une majorité travailliste plutôt que d'essayer de fonctionner comme un gouvernement minoritaire.
Il contacte Wallace et une semaine de négociations formelles ont lieu entre les représentants des deux partis, à la suite desquelles un accord de partenariat est signé, engageant les deux parties à soutenir un programme commun négocié. Wallace devient vice-Premier ministre et ministre de la Justice et conserve ces postes tout au long du premier mandat du Parlement.
La décision d'entrer dans un gouvernement de coalition avec les travaillistes est controversée à l'époque. Les politiciens britanniques ne sont pas habitués à la politique de coalition, et les libéraux démocrates sont critiqués par les opposants conservateurs et SNP qui affirment qu'ils ont « vendu » leurs principes. La clé de cette critique est la politique travailliste de faire payer les frais de scolarité aux étudiants, que les démocrates libéraux avaient promis d'abolir comme prix d'entrée dans une coalition, mais qui est devenue simplement le sujet d'une enquête au fur et à mesure que la coalition se formait.
En fait, les libéraux démocrates insistent sur la suppression des frais de scolarité après l'enquête rapportée en 2001, mais en 1999, le retard est perçu comme un compromis, et Wallace en particulier devient le point focal de critiques extrêmement amères.
Malgré cela et d'autres moments difficiles, lui et son parti restent au pouvoir et Wallace reste ministre. À trois reprises au cours du premier mandat du Parlement, il devient premier ministre par intérim à deux reprises en 2000 en raison d'abord de la maladie, puis du décès du premier premier ministre Donald Dewar, puis de nouveau en 2001, après la démission en tant que premier ministre, d'Henry McLeish. Chaque intérim n'a duré que quelques semaines.
Sous sa direction continue, la popularité des libéraux démocrates écossais ne cesse de croître. Après avoir dirigé le parti lors des deuxièmes élections de Holyrood en 2003, remportant à nouveau 17 députés mais avec une part plus élevée des voix, il conduit le parti dans une deuxième coalition avec le parti travailliste. Le processus de négociation de la coalition de 2003 est largement considéré comme une entreprise plus fructueuse par les démocrates libéraux que la précédente, avec des aspects clés des propositions du Labour sur le Comportement antisocial qui ont été abandonnés ou limités, et avec la promesse d'une représentation proportionnelle pour les 32 conseils locaux d'Écosse.
Wallace reste en tant que vice-Premier ministre, mais abandonne le ministère de la justice, devenant à la place le ministre de l'entreprise et de l'apprentissage tout au long de la vie.

## Démission et pairie
Le 9 mai 2005, à la suite des élections générales de 2005, Wallace annonce son intention de se retirer en tant que chef du parti et vice-Premier ministre. Il reste MSP pour les Orcades jusqu'aux élections de 2007, mais comme député d'arrière-ban. Il cesse d'être député avec la dissolution du Parlement écossais le 2 avril 2007.
Il est créé pair à vie le 17 octobre 2007 en prenant le titre de baron Wallace de Tankerness, de Tankerness dans les Orcades. Wallace reçoit aussi un doctorat honorifique de l'université Heriot-Watt en 2007.
Le 28 avril 2008, il est nommé membre de la Commission sur la dévolution écossaise, présidée par Sir Kenneth Calman, créée par le Parlement écossais pour examiner les futurs pouvoirs du Parlement, y compris les pouvoirs en matière de finances. Il s'agit d'un exercice distinct de la conversation nationale du gouvernement SNP.
En novembre 2008, Wallace reçoit un prix pour l'ensemble de ses réalisations dans le cadre du Scottish Politician of the Year Awards.
En mai 2010, il est nommé avocat général pour l'Écosse, l'un des avocats de la Couronne, qui conseille le gouvernement sur le droit écossais.
Il est élu sans opposition à la tête des libéraux démocrates à la Chambre des lords le 15 octobre 2013, en remplacement de Lord McNally, qui a démissionné plus tôt dans le mois.
En septembre 2016, il démissionne de son poste de chef du Parti libéral-démocrate à la Chambre des lords, invoquant le désir de prendre du recul par rapport à la politique de « première ligne » en déclarant que « j'ai été élu pour la première fois à la Chambre des communes il y a 33 ans. Pendant 28 de ces années, j'ai été en première ligne, dont seize ans dans un rôle de leadership, ici dans les Lords et en Écosse. »
En 2018, il est élu membre de la Royal Society of Edinburgh.
Ancien de l'Église d'Écosse de la cathédrale Saint-Magnus de Kirkwall, il est nommé modérateur de l'Assemblée générale de l'Église d'Écosse pour 2021-2022. Il est très inhabituel pour un laïc d'être nommé modérateur, les prédécesseurs étant Alison Elliot en 2004 et George Buchanan en 1567.

## Vie privée
Wallace épouse Rosemary Fraser, une orthophoniste, en 1983 : le couple a deux filles. Wallace est un ancien de l'Église d'Écosse, fréquentant la cathédrale Saint-Magnus à Kirkwall dans les Orcades.